# کلید (فیلم ۱۹۸۳)
کلید (ایتالیایی: La chiave) یک فیلم اِروتیک به کارگردانی تینتو براس است که در سال ۱۹۸۳ منتشر شد.
آهنگ‌ساز این فیلم انیو موریکونه است.

## بازیگران
- استفانیا ساندرلی
- فرانک فینلی
- باربارا کوپیستی
- فرانکو براچارولی
- ریکی توناتسی
- اوگو تونیاتسی
- اوسیریده پـِـوارِلو